# John Scott (journaliste)
Pour les articles homonymes, voir John Scott et Scott.
John Scott (24 octobre 1784 – 27 février 1821) est un journaliste, rédacteur en chef et éditeur écossais.

## Biographie

### Études
John Scott naît à Aberdeen, d'un père écossais et tapissier, et d'une mère anglaise. Il fait ses études primaires à la Aberdeen Grammar School (en), où Lord Byron qui est plus jeune, est également élève. En 1796, âgé de 12 ans, il obtient une bourse d'études secondaires pour le Marischal College (en), qu'il quitte sans obtenir de diplôme en 1799, peut-être à la demande de son père qui souhaitait le voir travailler dans la firme familiale. Cependant, il se brouille avec son père et dès l'hiver 1800-1801, il séjourne à Édimbourg, puis est employé à la Royal Bank à Glasgow, jusqu'en 1803. Il s'installe à Londres cette même année, et est employé au War Office. C'est dans ces circonstances qu'il fait connaissance de Leigh Hunt.

### Carrière
John Scott devient le rédacteur en chef du The Statesman, journal radical sur le plan politique créé par Leigh Hunt, et de plusieurs autres journaux libéraux, notamment le Drakard's Stamford News, publié par John Drakard (en). Dans le Drakard's Paper, Scott défend les réformes électorales, l'abolition de l'esclavage, l'émancipation des catholiques et la liberté de la presse. Le journal le plus connu est le London Magazine qui est relancé sous forme de mensuel en janvier 1820. Le 30 septembre 1807, il épouse Caroline Colnaghi, fille de Paul Colnaghi, à l'église St Marylebone, Middlesex. Il lance la même année, son propre journal, The Censor, diffusé durant quelques mois seulement. Il retourne à Londres en 1813, et est rédacteur du Drakard's Paper, l'édition londonienne du Stamford News, rebaptisé The Champion. Il séjourne à Paris et publie A Visit to Paris in 1814 (1815). Il en envoie un exemplaire au poète William Wordsworth, puis fait sa connaissance en avril 1815. Les deux hommes deviennent amis.
Sous sa direction, le magazine publie des personnalités, comme Wordsworth, Charles Lamb, de Quincey, John Clare, Thomas Hood, Carlyle, Keats, Leigh Hunt et Hazlitt. À partir de 1815, son journal est en mauvaise santé financière, et Scott doit se séparer d'un certain nombre de collaborateurs. Il écrit un tiers du magazine lui-même, la plupart du temps sous pseudonymes. Il séjourne à Paris après la chute du Premier empire, et publie Paris Revisited in 1815, en 1816 qui reçoit un succès critique, notamment de Reginald Heber, William Thomas Beckford et Walter Scott.
Lorsque Byron publie des éléments de sa vie privée en 1816, Scott trouve cette publication indélicate et se brouille avec Leigh Hunt qui est un fervent partisan de Byron.

### Mort en duel
John Scott meurt à la suite d'un duel, effet collatéral de la controverse de la Cockney School (en). John Gibson Lockhart avait injurié de nombreux contributeurs de Scott dans le Blackwood's Magazine (sous un pseudonyme (Z), comme il était alors courant). En 1820, Scott entreprend une série d'articles en réponse, qui provoque Lockhart en l'appelant « un menteur et un scélérat ». L'agent de Londres de Lockhart, Jonathan Henry Christie, le défie en duel que Scott relève.
Ils s'opposent le 16 février 1821, à Chalk Farm, entre Camden Town et Hampstead. Christie blesse Scott d'un tir au pistolet dans le bas-ventre. Scott est emporté à une taverne à proximité, où il meurt 11 jours plus tard, le 27 février, entouré de sa famille et de ses amis. Christie et son second sont jugés pour homicide volontaire mais ils sont acquittés. La cérémonie d'enterrement de Scott se déroule à l'église St Martin-in-the-Fields, à Londres.